# Едрієн Сміт (баскетболіст)
Едрієн Сміт (англ. Adrian Smith, 5 жовтня 1936) — американський баскетболіст.
Олімпійський чемпіон 1960 року.
Переможець Панамериканських ігор 1959 року.